# Jordan-Claire Green
Jordan-Claire Green (* 31. Oktober 1991 auf Terceira, Azoren, Portugal) ist eine US-amerikanische Schauspielerin.

## Leben und Karriere
Green lernte seit dem Alter von vier Jahren das Spielen auf der Violine; sie nahm außerdem Gesang- und Tanzunterricht. Die Schauspielerin debütierte in einer Folge der Fernsehserie City Guys aus dem Jahr 2001. In der Komödie School of Rock spielte sie an der Seite von Jack Black und Joan Cusack. Im Film Come Away Home übernahm sie eine der Hauptrollen, für die sie im Jahr 2006 für den Young Artist Award nominiert wurde. Im Kurzfilm The Double spielte sie neben Eric Roberts und Shannyn Sossamon. Danach war sie in einigen Fernsehserien zu sehen, darunter in einer Folge der Fernsehserie Girlfriends aus dem Jahr 2007.

## Filmografie
Serienauftritte (auch Gast- und Kurzauftritte)
- 2001: Power Rangers Time Force (Folge 1x16)
- 2001: City Guys (Folge 5x08)
- 2004: Arrested Development (Folge 1x21)
- 2005: Alias – Die Agentin (Alias) (Folge 5x06)
- 2007: Girlfriends (Folge 7x12)
- 2007: Die Zauberer vom Waverly Place (Wizards of Waverly Place) (Folge 1x03)

Filme (auch Kurzauftritte)
- 2003: School of Rock
- 2005: Come Away Home
- 2005: The Double
- 2005: Einsatz auf 4 Pfoten (The 12 Dogs of Christmas)
- 2009: Wild About Harry
- 2010: Forgotten Pills
- 2022: Father (Kurzfilm)